# Heroldstatt
Heroldstatt är en kommun (tyska Gemeinde) i Alb-Donau-Kreis i förbundslandet Baden-Württemberg i Tyskland. Kommunen består av ortsdelarna (tyska Ortsteile) Ennabeuren och Sontheim. Folkmängden uppgår till cirka 3 000 invånare, på en yta av 22,58 kvadratkilometer.
Kommunen ingår i kommunalförbundet Laichinger Alb tillsammans med staden Laichingen och kommunerna Merklingen, Nellingen och Westerheim.

## Befolkningsutveckling
| Befolkningsutvecklingen i Heroldstatt 1975–2015 | Befolkningsutvecklingen i Heroldstatt 1975–2015 | Befolkningsutvecklingen i Heroldstatt 1975–2015 | Befolkningsutvecklingen i Heroldstatt 1975–2015 | Befolkningsutvecklingen i Heroldstatt 1975–2015 |
| ----------------------------------------------- | ----------------------------------------------- | ----------------------------------------------- | ----------------------------------------------- | ----------------------------------------------- |
|                                                 |                                                 |                                                 |                                                 |                                                 |
| År                                              |                                                 |                                                 | Folkmängd                                       | Areal (ha)                                      |
| 1975                                            | 1975                                            |                                                 | 1 855                                           | 2 188                                           |
| 1980                                            | 1980                                            |                                                 | 1 834                                           |                                                 |
| 1985                                            | 1985                                            |                                                 | 1 780                                           | 2 181                                           |
| 1990                                            | 1990                                            |                                                 | 2 028                                           |                                                 |
| 1995                                            | 1995                                            |                                                 | 2 286                                           |                                                 |
| 2000                                            | 2000                                            |                                                 | 2 418                                           |                                                 |
| 2005                                            | 2005                                            |                                                 | 2 608                                           |                                                 |
| 2010                                            | 2010                                            |                                                 | 2 672                                           |                                                 |
| 2015                                            | 2015                                            |                                                 | 2 790                                           | 2 258                                           |
|                                                 |                                                 |                                                 |                                                 |                                                 |